# Homalosilpha
Homalosilpha (лат.) — род насекомых из семейства Blattidae отряда тараканообразных. Ареал рода охватывает Восточную и Юго-Восточную Азию, включая Малайский архипелаг, а также Африку.

## Виды
В роде Homalosilpha 12 видов:
- Homalosilpha arcifera Bei-Bienko, 1969 — обитает в Китае и Вьетнаме;
- Homalosilpha contraria (Walker, 1868) — эндемик Филиппинских островов;
- Homalosilpha decorata (Serville, 1838) — острова Калимантан, Ява, Суматра;
- Homalosilpha gaudens Shelford, 1910 — Вьетнам и остров Тайвань;
- Homalosilpha haani Princis, 1966 — остров Суматра и острова юго-восточной части Молуккского архипелага;
- Homalosilpha javanica Bei-Bienko, 1969 — эндемик острова Ява;
- Homalosilpha kryzhanovskii Bei-Bienko, 1969 — эндемик Китая;
- Homalosilpha nigricans Princis, 1966 — эндемик Заира (Центральная Африка);
- Homalosilpha quadrimaculata Roth, 1999 — эндемик Малайзии;
- Homalosilpha ustulata (Burmeister, 1838) — Китай, Бирма, юг Малайского полуострова, острова Калимантан, Ява, Сулавеси, Суматра, Филиппинские острова;
- Homalosilpha valida Bei-Bienko, 1969 — эндемик Китая;
- Homalosilpha vicina (Brunner von Wattenwyl, 1865) — обитает в Африке, ареал простирается по меньшей мере от Гвинеи на западе через Камерун до Уганды на востоке.